# Cimbres (ethnie)
Pour le peuple barbare de l'Antiquité, voir Cimbres.

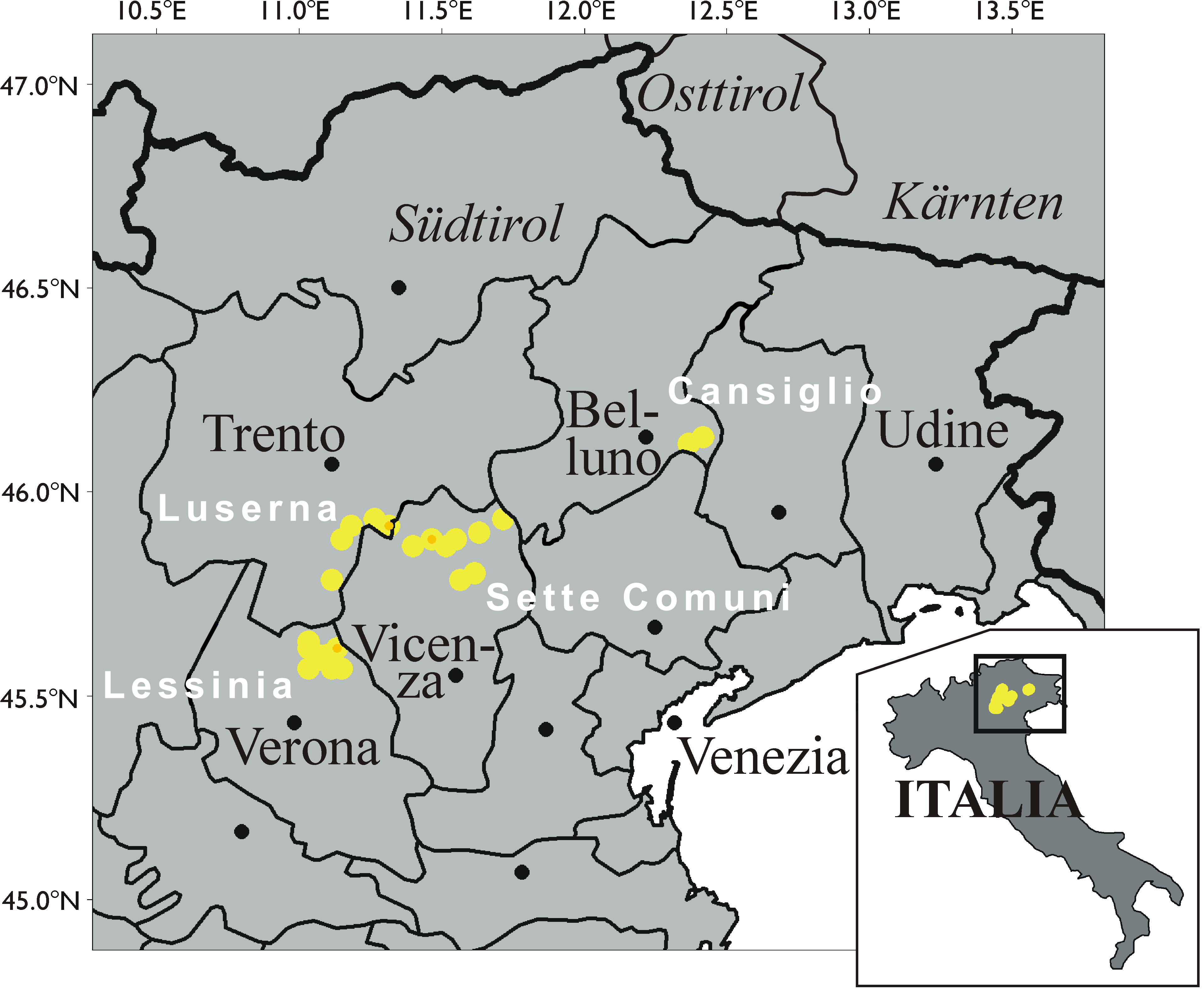
Carte des territoires des Cimbres.

Les Cimbres (Tzimbern en cimbre ; Cimbri en italien) sont un peuple germanique d'Italie vivant principalement au Frioul (province d'Udine) avec des ramifications dans le Trentin-Haut-Adige et la Vénétie.
Ils vivent dans les communes suivantes :
- Asiago (Sleghe).
- Luserna (Lusern ; 70 % de locuteurs).

Ils sont reconnus comme minorité linguistique.

## Histoire
Vers 1050, des agriculteurs de l'Ouest de la Bavière, qui connaissaient alors la famine, s'installèrent près de Vérone, en Vénétie. Ils obtinrent l'autonomie culturelle de leurs villages alpins de la part de la sérénissime république de Venise, ce qui leur fut enlevé après la création d'un royaume de Lombardie-Vénétie, un État vassal de l'empire d'Autriche.
Considérés à tort comme pro-allemands par des nationalistes italiens durant la Première Guerre mondiale, ils souffrirent beaucoup des conséquences de ce conflit. Le pouvoir fasciste mena une politique d'italianisation, leur interdisant l'usage de leur langue, ce qui détruisit plusieurs îlots linguistiques.
Après la guerre, ils furent confrontés à une forte émigration vers des provinces plus riches, ce qui diminua encore le nombre de locuteurs (20 000 au XVIe siècle à un peu plus de 2 000 aujourd'hui). Cependant, depuis les années 1990, il y a une renaissance culturelle visible par la publication d'un dictionnaire et l'apprentissage de la langue dans des anciens îlots italianisée.

## Langues
Les Cimbres parlent le cimbre, un isolat germanique en raison de leur extrême isolement des autres communautés germanophones (le cimbre était autrefois apparenté au bavarois). Il existe un dictionnaire de 500 mots cimbres depuis peu.
Ils parlent également l'italien et les langues régionales des régions où ils vivent (frioulan et vénitien notamment).

## Exemple de mots
```
       
Allemand
                     
Cimbre
                       
Français
  
 	Herzlich willkommen!  	Boolkhent! 	               Soyez les bienvenus !
   	Wie geht es dir?  	Bia steesto? 	               Comment vas-tu ?
   	Wie geht es Ihnen? 	Bia steet-ar? 	               Comment allez-vous ?
   	Guten Tag!  	        Guuten takh! 	               Bonjour !
   	Guten Morgen!  	        Guuten mòrgont! 	               Bonjour ! (matin)
   	Guten Abend!  	        Guuten aabend! 	               Bonsoir !
   	Gute Nacht!  	        An guuta nacht! 	               Bonne nuit !
   	Auf Wiedersehen!        Bar ségan-sich! 	               Au revoir !
   	Alles Gute! 	        Viil galükke! 	               Bonne chance !
```

## Culture
Les Cimbres sont connus pour pratiquer le carnaval et porter des déguisements de Holzhockars.
Ils sont très proches des Mochènes de la « vallée des Mochènes ».

## À ne pas confondre
Les Cimbres sont aussi un peuple « barbare » de l'Antiquité. D'origine germanique, ils quittèrent le Jutland vers -120 av. J.-C et arrivèrent, en compagnie des Teutons et des Ambrons, à la limite de l'Empire romain vers -113 av. J.-C. Ils envahirent ensuite la Gaule narbonnaise, où ils remportèrent de nombreux succès contre Rome. Après s'être séparés des Teutons (défaits en -102), ils furent eux-mêmes finalement vaincus en -101 av. J.-C. par le consul Caius Marius, ce qui entraîna leur disparition (80 000 moururent au combat ou par suicide ; les survivants furent réduits en esclavage).
On a longtemps cru que les Cimbres actuels étaient leurs descendants, mais en fait leur nom vient probablement de Zimmerer, qui veut dire « charpentier » en allemand, car ces Bavarois s'installèrent souvent comme bûcherons ou charpentiers, notamment dans les Treize communes.